# 애디론댁산맥

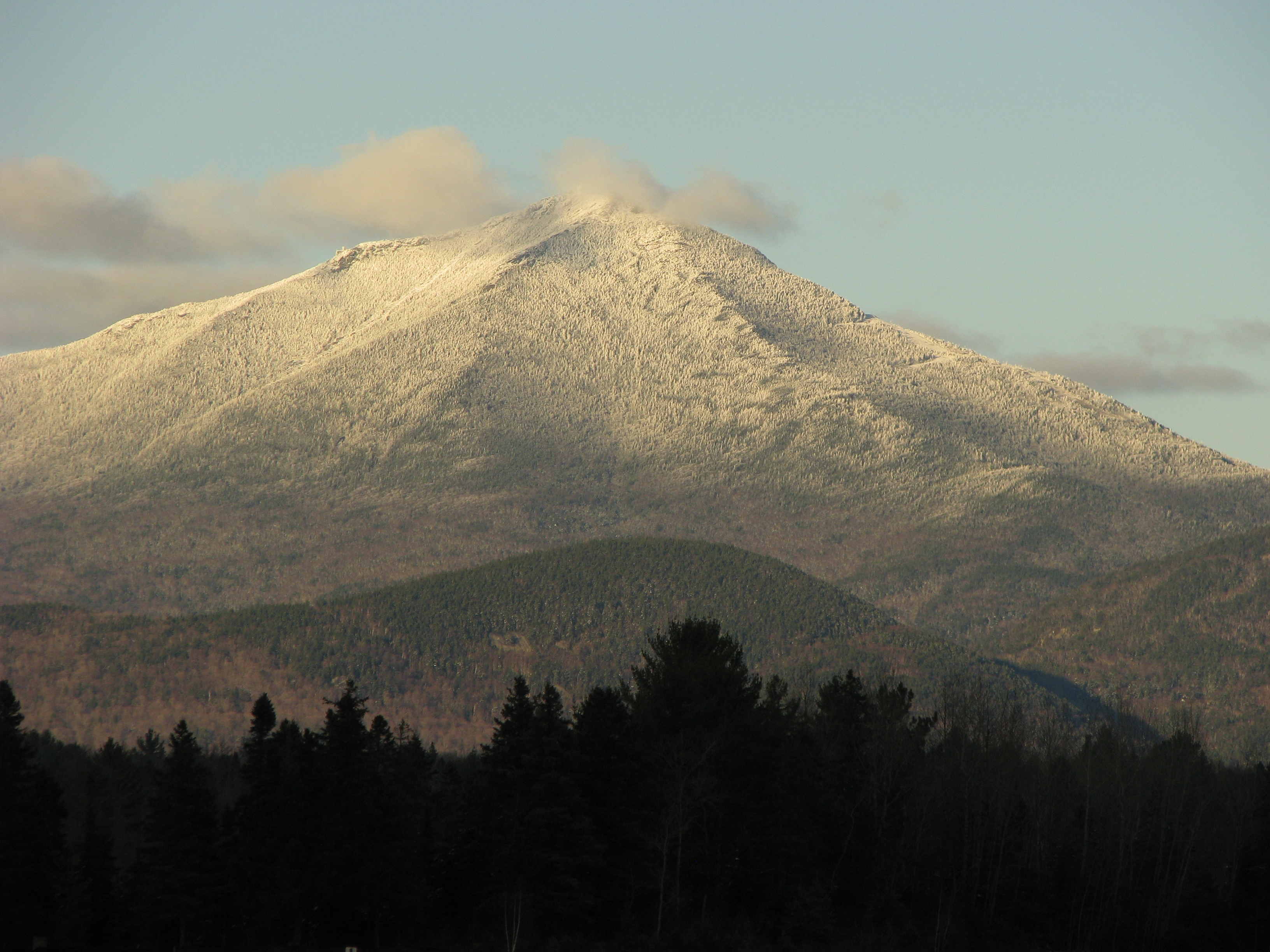
화이트페이스산

애디론댁산맥(영어: Adirondack Mountains)은 미국 뉴욕주 북부에 있는 산맥으로, 최고봉은 마시산(해발 1,629m)이다. 뉴욕 주립의 아디론댁 공원이 거의 산 전체를 차지하고 있다. 자연스럽게 주변의 업스테이트 뉴욕 및 캐나다 몬트리올 시의 사람들뿐만 아니라 멀리는 뉴욕시와 보스턴시 사람들의 휴양지가 되고 있다. 1932년과 1980년 동계 올림픽 이 산맥의 레이크 플래시드에서 개최되었다.

## 개요
애디론댁산맥은 뉴욕주 북부에 있는 완만한 산지 지형물로 최고봉은 마시산(Mount Marcy 해발 1,629m)이다. 미 대륙의 동해안 남부 조지아주에서 북쪽 메인주까지 북상하고 있는 애팔래치아산맥의 지맥으로도 생각되지만, 오히려 북쪽 캐나다의 로렌샨산맥(Laurentian Mountains )의 일부로 보는 견해도 있다.
이 산맥의 북쪽과 서쪽으로는 세인트로렌스강과 이어진 온타리오 호수 동쪽은 허드슨강 상류와 [[섐플레인호(챔플레인호) 남쪽으로는 모호크강이 있다. 뉴욕 주립의 아디론댁 공원(면적 24,700 평방 킬로미터)이 거의 산 전체를 차지하며 자연스럽게 인근 업스테이트 뉴욕이나 캐나다의 몬트리올시의 사람들, 멀리는 뉴욕시와 보스턴시 사람들의 휴양지가 되고 있다. 1932년과 1980년 동계 올림픽이 산맥의 레이크 플래시드에서 개최되었다.